# Ліверна ковбаса

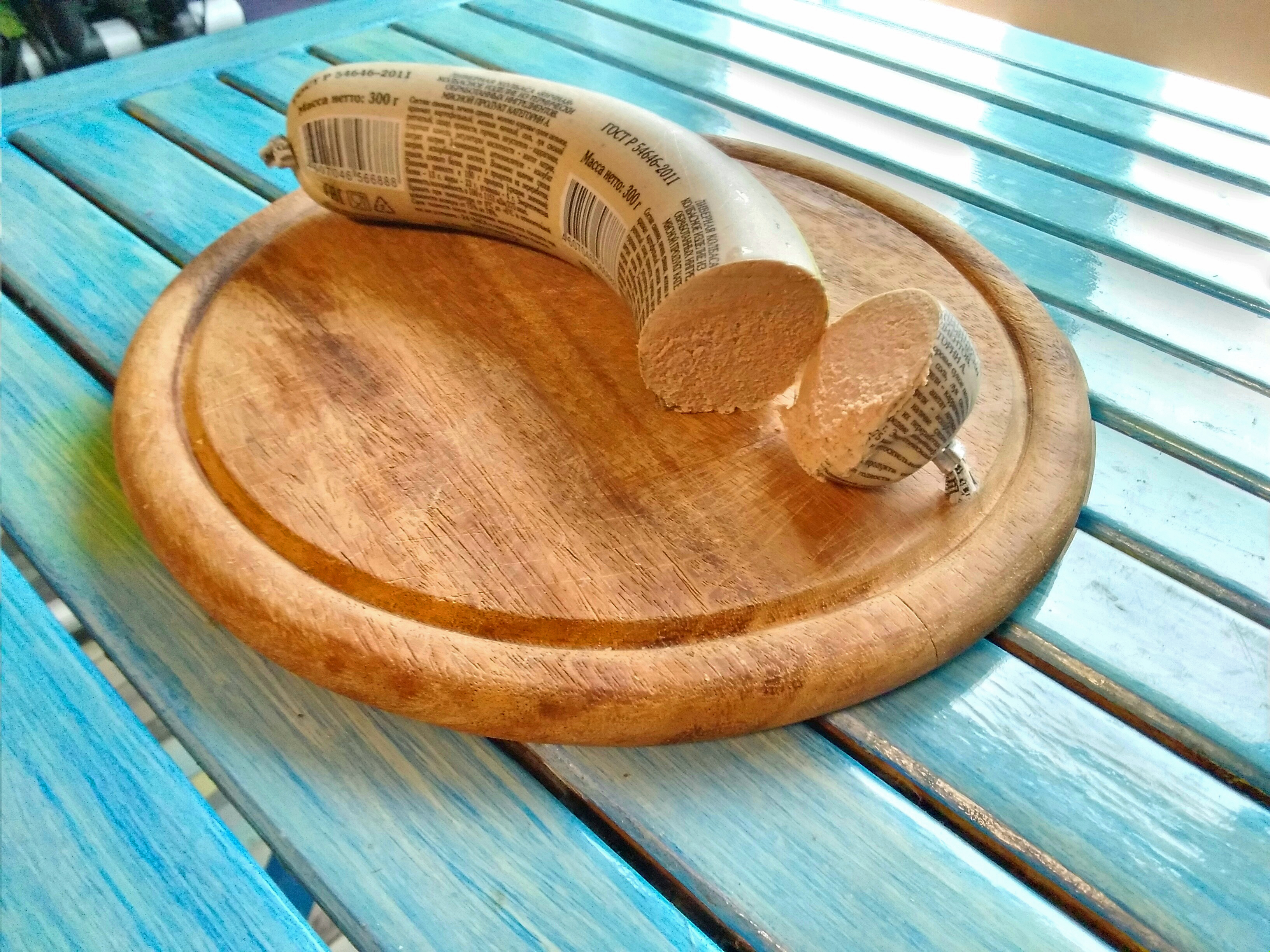
Ліверна ковбаса

Ліверна ковбаса — ковбасний виріб з фаршу, отриманого з термічно обробленої сировини — попередньо відвареного або бланшованого м'яса та субпродуктів. Ліверна ковбаса має мазеподібну консистенцію, сірий, жовтуватий або жовтувато-сірий колір фаршу на розрізі і світло-сіру оболонку. Вживається як холодна закуска.

## Історія
У СРСР ліверну ковбасу випускали вищого (яєчна та ліверна з печінки), першого (варена, звичайна, білкова, кроляча, копчена з головного мозку), другого (ліверна зі шпиком) і третього сорту. Ліверну яєчну ковбасу вищого гатунку виготовляли з несоленої телятини від тварин не старше одного року або молодої свинини від поросят не старше 6 місяців, печінки від добре знекровлених тварин та щоковини вгодованих тварин з жирністю не менше 60% жиру, а також пшеничного борошна, свіжих яєць і на молоці. Ліверну варену ковбасу готували зі свинячої печінки та щоковини з додаванням обсмаженої цибулі. Ліверну копчену ковбасу після варіння додатково коптили протягом 24 годин.

## Див.також
- Ковбасний фарш
- Паштет